# Onoclea interrupta
Onoclea interrupta là một loài thực vật có mạch trong họ Woodsiaceae. Loài này được (Maxim.) Ching & P.C. Chiu miêu tả khoa học đầu tiên năm 1974.